# 장 카를뤼

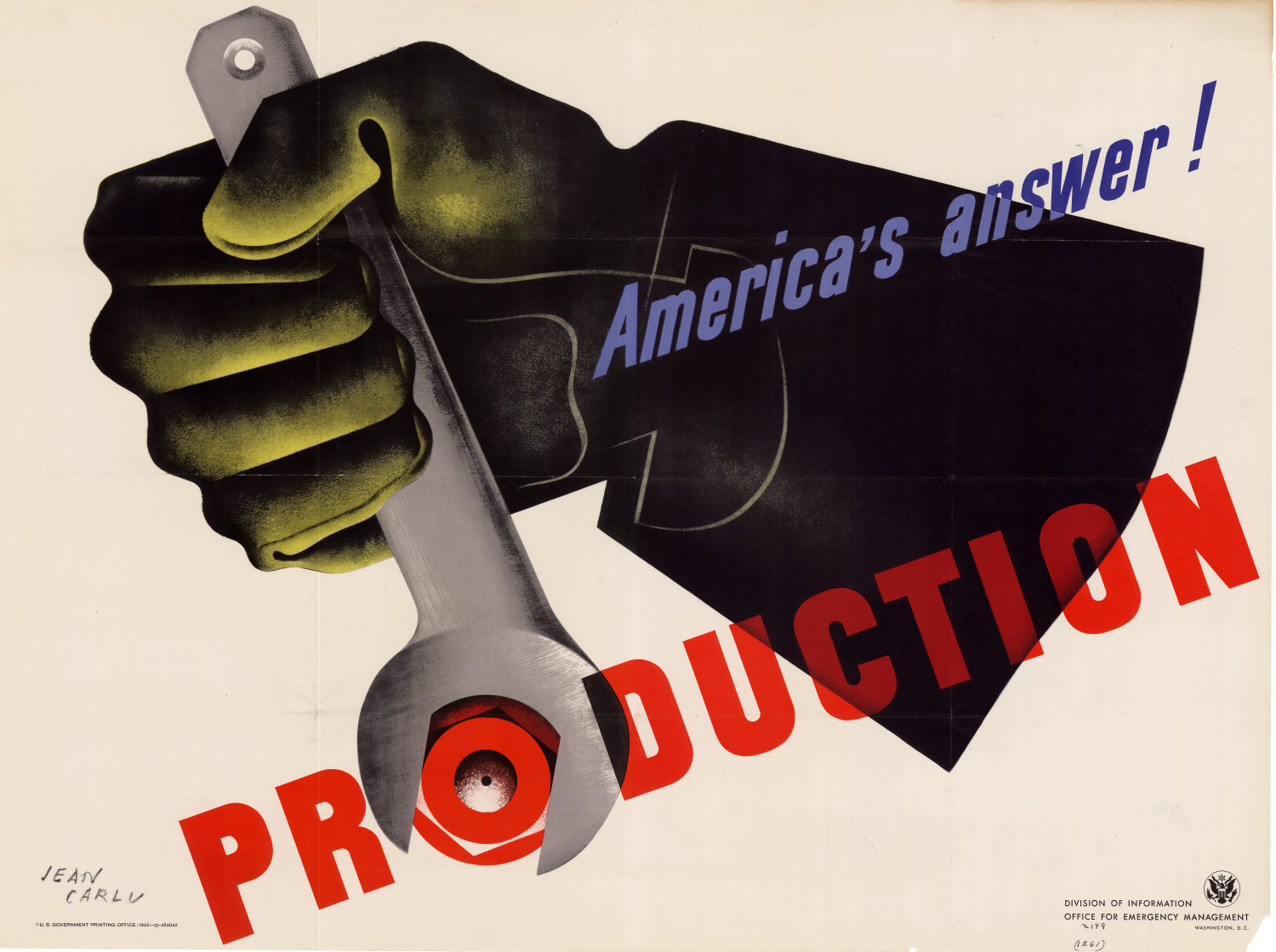
1942년 미국 정부용 전쟁 포스터. 장 카를뤼가 제작하였다.

장 카를뤼(Jean Carlu, 1900년 ~ 1977년)는 포스터를 전문으로 하는 프랑스의 그래픽 디자이너이다.
카산드르와 함께 프랑스의 그래픽 디자인 분야에 신풍을 일으킨 선구적 디자이너의 한 사람이다. 그는 처음에 건축을 배웠으나 그래픽의 분야로 전환하여 일가를 이루게 되었다. 그의 작품은 오직 그리는 도안화(化)에만 한정하지 않고 추상적인 형태의 레이아웃이나 사진의 몽타주를 구사하여 변화무쌍한 구상의 미를 표현하였다. 샤프한 추상형태에 즉물적(卽物的)인 사진을 배합한 화면은 강한 표현력을 갖지만 세련된 형태 감각과 구성력으로 비참주의(悲慘主義)에 빠지지 않게 되어 있다.
그는 상업 디자인의 분야뿐만 아니고 제2차 세계대전에서는 프랑스 정보국에서 국가적인 정보 선전 활동에도 종사하였고 독일군이 파리를 점령하자 미국으로 건너가 나치스 항전을 위하여 많은 포스터를 제작하였다.